# Батлер, Энн
Энн Батлер (англ. Ann Butler; 1813—1887) — американская художница.
Специализировалась на работах по жести. Для её работ характерно оформление разнообразными тюльпанами, бутонами роз и корзинами с цветами.

## Биография
Родилась в 1813 году в Гринвилле, штат Нью-Йорк, в семье жестянщика Аарона Батлера (Aaron Butler) и его жены Сары Корнелл (Sarah Cornell), она была старшей из одиннадцати их детей.
Обучалась в Гринвиллской академии (Greenville Academy) и, возможно, научилась рисовать именно в этом образовательном учреждении.
С раннего возраста она была знакома с делом своего отца и даже сопровождала его в командировках. Согласно семейным преданиям, будучи подростком, Энн занималась украшением посуды, изготавливаемой отцом. Этому искусству она обучала и своих сестёр — Минерву, Мариллу и Харриет. Магазин её отца Butler Shop в Гринвилле в Бренди-Хилл, который работал примерно с 1824 года, прекратил существование примерно в 1855 году.
Работа Энн Батлер по росписи жестяных изделий прекратилась после того, как отец выдал её замуж за Эли Скатта (Eli Scutt), с которым она переехала в Ливингстонвилл, штат Нью-Йорк, где вырастила троих детей и была похоронена.
Умерла в 1887 году.
Многочисленные произведения Энн Батлер сохранились в коллекции Американского музея народного искусства.